# Gamma Delphini
Désignations
Désignations
Désignations
Gamma Delphini (γ Delphini / γ Del) est une étoile binaire de la constellation boréale du Dauphin, d'une magnitude apparente combinée de 3,91. Elle marque le coin supérieur gauche (nord-est) du quadrilatère si caractéristique de cette petite constellation. Il s'agit de l'une des étoiles binaires les mieux connues du ciel. Ses composantes sont, d'une part, une étoile orangée sous-géante de quatrième magnitude, désignée γ2 Delphini, et, d'autre part, une naine jaune-blanche de cinquième magnitude, désignée γ1 Delphini. Le système est distant d'environ ∼ 115 a.l. (∼ 35,3 pc) de la Terre.
En astronomie chinoise, Gamma Delphini fait partie du petit astérisme Hugua, représentant des melons.

## Système stellaire
Les deux composantes du système γ Delphini sont l'étoile orangée γ2 Delphini et l'étoile jaune-blanche γ1 Delphini ; elles sont distantes l'une de l'autre, dans le ciel, d'environ 10 secondes d'arc, ce qui correspond, étant donné leur distance de la Terre, à une séparation projetée de 410 UA. Elles accomplissent leur orbite selon une période d'environ 3 250 ans et avec une excentricité importante de 0,88. Les deux étoiles sont âgées d'environ 2 milliards d'années, et leur métallicité, autrement dit leur abondance des éléments plus lourds que l'hélium, est plus élevée que celle du Soleil, avec un indice de métallicité [Fe/H] qui vaut environ 0,1 pour les deux étoiles,.
Gamma Delphini est un membre probable du groupe mouvant de Wolf 630 (en).

### γ2Delphini
γ2 Delphini (ou γ Delphini A) est l'étoile primaire et la plus brillante de la paire γ Delphini, avec une magnitude apparente de 4,27. Elle est 1,72 fois plus massive que le Soleil. Il s'agit d'une étoile sous-géante orangée de type spectral K1IV, ce qui signifie qu'elle a épuisé les réserves en hydrogène de son cœur, et qu'elle a commencé à évoluer hors de la séquence principale pour devenir une étoile géante. L'étoile s'est ainsi étendue jusqu'à faire environ 8,5 fois le rayon du Soleil. Elle est environ 30 fois lumineuse que le Soleil et sa température de surface est de 4 741 K.

### γ1Delphini
γ1 Delphini (ou γ Delphini B) est l'étoile secondaire du système γ Delphini, et elle brille d'une magnitude apparente de 5,14. Malgré cela, elle porte la désignation de Bayer γ1 car il s'agit de l'étoile la plus occidentale des deux (c'est-à-dire qui a l'ascension droite la plus petite des deux).
Avec une masse de 1,57 M☉, elle est légèrement moins massive que γ2 Delphini, et contrairement à sa compagne, elle est toujours située dans la phase de la séquence principale. Il s'agit d'une étoile jaune-blanc de la séquence principale de type spectral F7V. Elle aura cependant bientôt épuisé ses réserves en hydrogène et commencera alors à évoluer comme γ2 Delphini, devenant à son tour une géante.
Le rayon de γ1 Delphini est environ 2,5 fois plus grand que celui du Soleil et elle tourne sur elle-même selon une vitesse de rotation projetée de 7,8 km/s. L'étoile est environ 9 fois plus lumineuse que le Soleil et sa température de surface est de 6 194 K.

## Un système planétaire?
En 1999, la présence d'une exoplanète en orbite autour de γ2 Delphini a été inférée. Une telle planète aurait une masse minimale de 0,7 MJ, une période orbitale de 1,44 ans et une séparation d'environ 1,5 UA (soit quasiment la distance qui sépare Mars du Soleil) :
| Planète | Masse    | Demi-grand axe (ua) | Période orbitale (jours) | Excentricité | Inclinaison | Rayon |
| ------- | -------- | ------------------- | ------------------------ | ------------ | ----------- | ----- |
| b       | ≥ 0,7 MJ | 1,5                 | 525,6                    | ?            |             |       |

Cette planète candidate n'est pas confirmée à ce jour (2019). Un programme de recherche d'exoplanètes mené à l'observatoire McDonald a permis d'établir des limites de masse maximale en fonction de la distance pour d'éventuels compagnons planétaires en orbite autour de l'étoile γ2 Delphini